# Elegía del norte
Elegía del norte (挽歌 Banka?), también titulada Elegía,  es una película dramática japonesa de 1957 dirigida por Heinosuke Gosho. Está basada en la novela Banka de Yasuko Harada.

## Sinopsis
Reiko, una joven discapacitada (sufre de artritis en su brazo izquierdo tras una inflamación articular en su infancia) y miembro de una compañía de teatro amateur, vive con su padre viudo y su abuela en un pueblo de Hokkaido. Inicia una apasionada relación con Katsuragi, un arquitecto casado y mucho mayor que ella. La esposa de Katsuragi mantiene una relación con Tatsumi, estudiante de medicina, quien está obsesionado con ella y se niega a romper la relación.
Fascinada por la Sra. Katsuragi, Reiko logra establecer contacto personal con ella. Las mujeres se conocen, pero Reiko pronto desarrolla un afecto más profundo por la Sra. Katsuragi, que podría ser amor por una madre sustituta o incluso atracción física. Reiko, sintiéndose incompleta debido a su discapacidad y dividida entre sus sentimientos por Katsuragi y su esposa, lo acusa de no amarla, sino de solo compadecerse de ella.
Cuando finalmente le cuenta a la Sra. Katsuragi sobre su aventura con su esposo, esta se niega a regañarla a pesar de sus súplicas. Tras el suicidio de la Sra. Katsuragi, Reiko regresa a casa de la pareja, pero evita reunirse con su amante. Se une a la compañía de teatro, que se dirige a una obra fuera de la ciudad, expresando su alivio por dejar atrás su pasado reciente.

## Reparto
- Yoshiko Kuga como Reiko Hyodo
- Masayuki Mori como Setsuo Katsuragi
- Mieko Takamine como Akiko Katsuragi
- Fumio Watanabe como Tatsumi Furuse
- Akira Ishihama como Mikio Fusada
- Tatsuo Saitō como el padre de Reiko
- Kumeko Urabe como la abuela de Reiko
- Chikako Kaga como la sobrina de Setsuo
- Sanae Takasugi como la Sra. Tanioka

## Recepción
La película es una adaptación de la novela, Banka, de Yasuko Harada. La novela, publicada en 1956, fue un gran éxito y se vendieron 500 000 ejemplares.
En su Manual crítico de directores de cine japoneses de 2008, el historiador de cine Alexander Jacoby calificó a Elegía del Norte como un «estudio de la angustia ambientado en el sombrío contexto atmosférico de una ciudad portuaria de Hokkaido».
En 2022, la película se proyectó en el Museo de Arte Moderno de Nueva York, como parte de su retrospectiva Beyond Ozu: Hidden Gems of Shochiku Studios.